# Драйден (Мічиган)
Драйден (англ. Dryden) — селище (англ. village) в США, в окрузі Лапір штату Мічиган. Населення — 1023 особи (2020).

## Географія
Драйден розташований за координатами 42°56′44″ пн. ш. 83°7′26″ зх. д. / 42.94556° пн. ш. 83.12389° зх. д. (42.945573, -83.123997).  За даними Бюро перепису населення США в 2010 році селище мало площу 2,85 км², уся площа — суходіл.

## Демографія
Згідно з переписом 2010 року, у селищі мешкала 951 особа в 368 домогосподарствах у складі 260 родин. Густота населення становила 334 особи/км².  Було 387 помешкань (136/км²).
Расовий склад населення:
| - 98,0 % — білих - 0,4 % — корінних американців - 0,2 % — азіатів |

До двох чи більше рас належало 1,1 %. Частка іспаномовних становила 1,1 % від усіх жителів.
За віковим діапазоном населення розподілялося таким чином: 27,1 % — особи молодші 18 років, 60,7 % — особи у віці 18—64 років, 12,2 % — особи у віці 65 років та старші. Медіана віку мешканця становила 38,6 року. На 100 осіб жіночої статі у селищі припадало 99,4 чоловіків;  на 100 жінок у віці від 18 років та старших — 95,2 чоловіків також старших 18 років.
Середній дохід на одне домашнє господарство  становив 51 119 доларів США (медіана — 43 194), а середній дохід на одну сім'ю — 54 592 долари (медіана — 46 522). Медіана доходів становила 46 538 доларів для чоловіків та 36 500 доларів для жінок. За межею бідності перебувало 20,2 % осіб, у тому числі 28,9 % дітей у віці до 18 років та 13,7 % осіб у віці 65 років та старших.
Цивільне працевлаштоване населення становило 488 осіб. Основні галузі зайнятості: виробництво — 26,2 %, роздрібна торгівля — 15,2 %, освіта, охорона здоров'я та соціальна допомога — 13,1 %, мистецтво, розваги та відпочинок — 12,3 %.